# Maxdorf
Maxdorf ist eine Ortsgemeinde im rheinland-pfälzischen Rhein-Pfalz-Kreis mit der Funktion eines Unterzentrums. Es ist Verwaltungssitz der gleichnamigen Verbandsgemeinde und gehört dieser auch an.

## Geographie

### Lage
Maxdorf liegt unmittelbar westlich der großen Städte Ludwigshafen und Frankenthal in der nördlichen Vorderpfalz. Weitere benachbarte Gemeinden sind im Norden Lambsheim, im Süden Fußgönheim und im Westen Birkenheide. Durch den Ort fließt von Süd nach Nord der Floßbach, ein rechter Zufluss der Isenach. Zu Maxdorf gehören zusätzlich die Wohnplätze Im Reff, Im Steinböhl und Maxdorf BASF-Siedlung.

### Geologie
Der Grabenbruch bildet in der Oberrheinebene eine Staffelbruchzone mit mehreren Schollen. Maxdorf liegt auf der westlichen Grabenscholle, die hier etwa 10 km breit ist und vom Rhein bis zur Haardt reicht. Mitten durch Maxdorf verläuft in Nord-Süd-Richtung ein Geländeanstieg von wenigen Metern. Es handelt sich um den Übergang von der Niederterrasse, auch Frankenthaler Terrasse genannt, zu der westlich gelegenen Hochterrasse. Die Geländestufe wurde in der letzten Eiszeit gebildet, als der Rhein die Niederterrasse überflutete. Dadurch erklären sich auch die Unterschiede der Bodenstruktur: Im östlichen Teil von Maxdorf, wo der Ursprung des Siedlungsgebietes liegt, findet sich ein fast lössfreier, sehr fruchtbarer Schwarzerde-Boden, im Westen ein lockerer Flugsandboden, der nur wenig ertragreiche Landwirtschaft ermöglicht.

## Geschichte

### Bis zur Entstehung der Gemeinde
Besiedelungen im Gebiet des heutigen Maxdorf konnten bereits für die Antike nachgewiesen werden, die Geschichte der Gemeinde Maxdorf begann aber erst im 18. Jahrhundert. 1736 ließ Kurfürst Karl Philipp III. ein Salinarium bei Dürkheim erbauen, konnte aber das in leiningischem Besitz befindliche Holz der Dürkheimer Wälder nicht verwenden, sondern musste aus südlicher gelegenen Wäldern Holz heranflößen. An der Stelle, wo der Floßbach die Landstraße nach Dürkheim kreuzte, wurde ein Holzlagerplatz mit Wärterhaus eingerichtet, der 1750 erstmals erwähnte Holzhof. Auf diesem zuvor unbewohnten, zur Gemarkung von Lambsheim gehörenden Gebiet siedelten ab 1816 einige Lambsheimer Familien.
Lambsheim mit dem späteren Maxdorf gehörte bis zum Ende des 18. Jahrhunderts zur Kurpfalz. Im Ersten Koalitionskrieg wurde im Oktober 1794 das Linke Rheinufer und somit auch die Pfalz von französischen Revolutionstruppen besetzt. Die Region wurde 1798 an Frankreich angegliedert. Lambsheim und der Holzhof gehörten bis 1814 zum Kanton Frankenthal im Departement Donnersberg. Aufgrund der auf dem Wiener Kongress getroffenen Vereinbarungen kam das Gebiet im Juni 1815 zu Österreich. Am 14. April 1816 wurde zwischen Österreich und Bayern ein Staatsvertrag geschlossen, in dem ein Austausch verschiedener Staatsgebiete vereinbart wurde. Hierbei wurden die linksrheinischen österreichischen Gebiete zum 1. Mai 1816 an das Königreich Bayern abgetreten.
Vom 22. bis 29. Juni 1816 bereiste König Maximilian I. Joseph von Bayern die soeben erlangte Pfalz, nicht jedoch jenen kleinen Weiler, der seinerzeit noch als Holzhof bezeichnet wurde und als der Ursprung des heutigen Maxdorf anzusehen ist. Erst am 6. Mai 1819 wurde die inzwischen auf 227 Einwohner angewachsene Ansiedlung nach Maximilian I. Joseph Maxdorf benannt. Anlässlich ihrer Pfalzreise besuchten am 7. Juni 1829 sein Sohn, König Ludwig I. von Bayern, und dessen Gattin Königin Therese den Ort, wo sie feierlich begrüßt wurden. Die Gemeinde, die bis dahin eine gewisse Selbstständigkeit gehabt hatte, verlor diese jedoch 1865 und wurde vollständig in die Gemeinde Lambsheim eingegliedert. Es gab schon recht bald Bestrebungen der Bewohner, die Unabhängigkeit zu erreichen, aber erst am 1. Oktober 1952 erhielt Maxdorf durch Landesgesetz die Eigenständigkeit und ein eigenes Wappen.

### BASF-Siedlung
Ab 1934 wurde von Werktätigen der BASF die damals zu Fußgönheim gehörende Arbeitersiedlung aufgebaut. Die Siedler hatten sich für ein Jahr von der Arbeit freistellen lassen und in gemeinsamer Eigenarbeit die Häuser errichtet. Die Grundstücke waren ursprünglich sehr groß bemessen (ca. 1000 m²), da ein politisches Ziel der damaligen Zeit die Eigenversorgung der Bürger mit landwirtschaftlichen Erzeugnissen war.
1938 wurde als Ortsmittelpunkt und Veranstaltungsort für Feste und Aufführungen das Feierabendhaus (heute: Carl-Bosch-Haus) gebaut. Es bildet zusammen mit der im gleichen Jahr errichteten Grundschule (heute: Haidwaldschule) einen Gebäudekomplex.
War die Grundschule früher ausschließlich den Kindern der BASF-Siedlung vorbehalten, wurden später auch Kinder aus Maxdorf aufgenommen, da die Kapazitäten der Maxdorfer Bürgermeister-Kraft-Schule nicht mehr ausreichten. Zwischenzeitlich ist die Haidwaldschule alleinige Grundschule für den ganzen Ort. 2004 wurde beschlossen, sie in eine Ganztagsschule umzuwandeln.
Erst während des Zweiten Weltkriegs wurde im Ort die Kanalisation verlegt, teilweise durch französische Kriegsgefangene. Zwischen 2000 und 2004 wurde das inzwischen stark erneuerungsbedürftige Abwassersystem durch ein neues ersetzt, dabei wurde auch der Straßenraum neu aufgeteilt (zum Beispiel Parkplätze und Radwege angelegt, Gehwege verbreitert) und die Oberflächen der Straßen gepflastert.
Am 7. Juni 1969 wurde im Zuge der rheinland-pfälzischen Verwaltungsreform die BASF-Siedlung mit damals 1602 Einwohnern an Maxdorf angegliedert, mit dem sie inzwischen räumlich zusammengewachsen war.

### Flugunfall
Am 18. Dezember 1989 wurde der Ort von einem Flugunfall betroffen. Zunächst kam es im hohen Luftraum (4500 m) über Frankenthal zur Kollision zweier Kampfjets vom Typ F-16 der amerikanischen Luftwaffe, die vom damaligen US-Fliegerhorst und heutigen Zivilflughafen Hahn gestartet waren.
Wegen starker Beschädigungen waren beide Maschinen nicht mehr flugfähig und stürzten in einer noch einige Kilometer nach Südwest verlaufenden parabolischen Kurve ab. Das erste Flugzeugwrack schlug auf freiem Feld auf, zwar auf Maxdorfer Gemarkung, aber nur 300 m neben den Häusern des Ludwigshafener Stadtteils Oggersheim und unmittelbar westlich der vierspurigen Bundesstraße 9 (⊙). Die größten Trümmerteile des zweiten Flugzeugs stürzten mitten in die Halle des Großmarktes nördlich des Zentrums von Maxdorf (⊙). Die Markthalle war zur Unfallzeit fast leer, und es kam nicht zu Toten oder Verletzten.
Rod Kallman, der Pilot der in den Großmarkt abgestürzten Maschine, konnte sich mit dem Schleudersitz retten und ging am Fallschirm 11 km nordöstlich, zwischen Frankenthal und Bobenheim-Roxheim, nieder. Der andere Flugzeugführer, der 29-jährige Steve Sundstrom, dessen Fallschirm nicht ausgelöst wurde, starb in seinem zerstörten Cockpit.
Aufgrund des Absturzes wurde am 7. Februar 1990 eine Bürgerinitiative gegen militärische Flugübungen gegründet. Sie schloss sich später als Ortsgruppe dem Verein Mittelhaardter gegen Fluglärm an und machte bis zur Auflösung dieses Vereins mit Mahnwachen, ökumenischen Gottesdiensten und Demonstrationen auf den Unfall aufmerksam. Ebenfalls 1990 wurde beim pfälzischen Mundartwettbewerb Dannstadter Höhe das Gedicht Fluuchiewung (Flugübung), das sich mit dem Vorfall befasste, mit einem Preis ausgezeichnet. Das Gedicht wurde in den Folgejahren mehrmals abgedruckt.
Seit 1992 (3. Jahrestag) bzw. 2014 (25. Jahrestag) stehen in Maxdorf nebeneinander ein Mahnmal und ein Gedenkstein, die an den Unfall erinnern. Der Gedenkstein, bei dessen Aufstellung am 28. Dezember 2014 der überlebende Pilot von 1989 zugegen war, ist speziell dem zu Tode gekommenen Piloten gewidmet.

### Konfessionsstatistik
Mit Stand 30. Juni 2005 waren von den Einwohnern 45,3 % evangelisch und 30,4 % römisch-katholisch, 24,1 % waren konfessionslos oder gehörten einer anderen Glaubensgemeinschaft an. Die Anteil der Katholiken und Protestanten an der Gesamtbevölkerung ist seitdem gesunken. Ende September 2024 hatten 28,0 % der Einwohner die evangelische und 21,0 % die katholische Konfession. 51,0 % gehörten entweder einer anderen Glaubensgemeinschaft an oder waren konfessionslos.

## Politik

### Gemeinderat

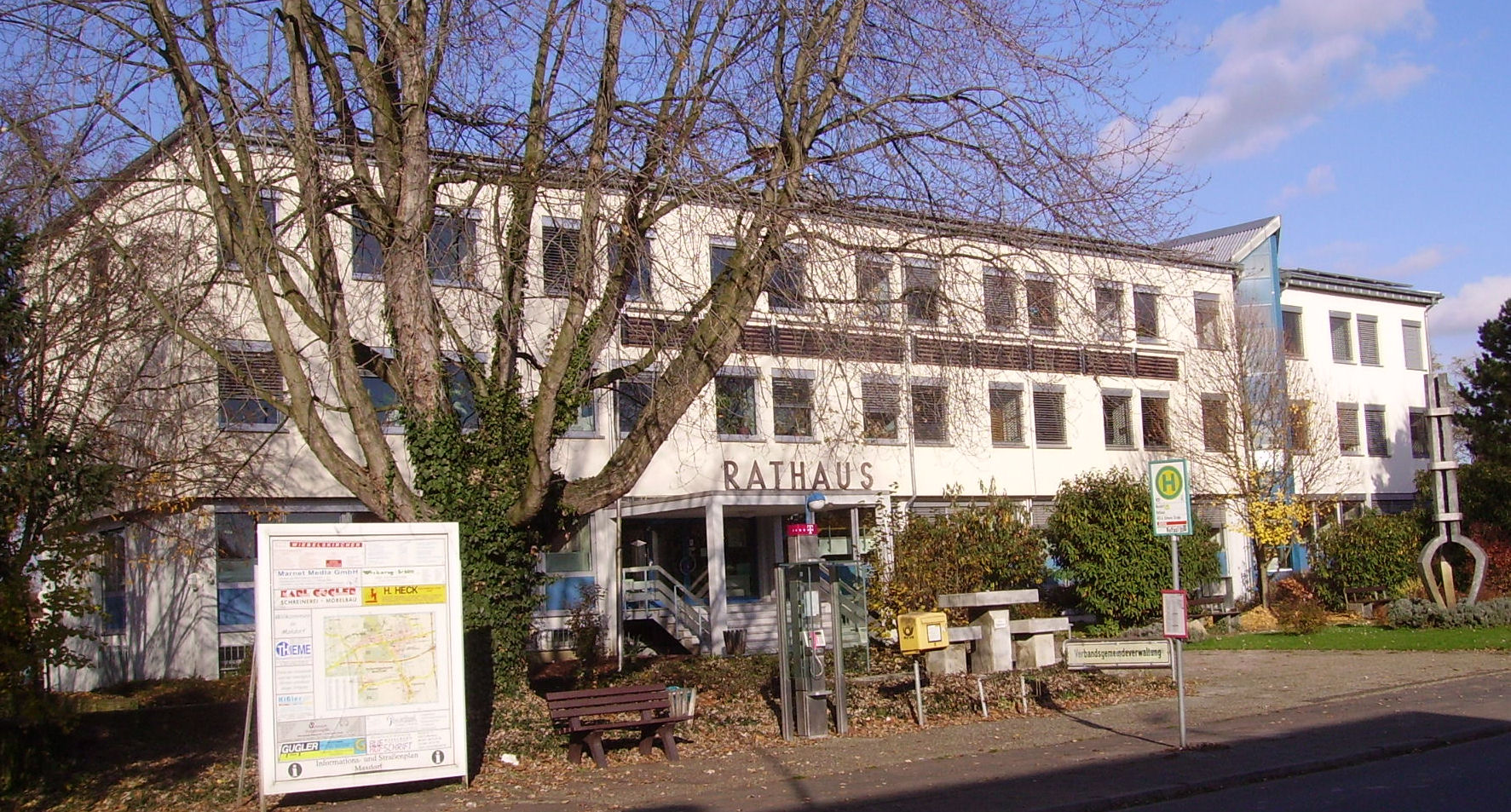
Rathaus

Der Gemeinderat in Maxdorf besteht aus 22 Ratsmitgliedern, die bei der Kommunalwahl am 9. Juni 2024 in einer personalisierten Verhältniswahl gewählt wurden, und dem ehrenamtlichen Ortsbürgermeister als Vorsitzendem.
Die Sitzverteilung im Gemeinderat:
| Wahl | SPD | CDU | Grüne | FDP | Gesamt   |
| ---- | --- | --- | ----- | --- | -------- |
| 2024 | 5   | 12  | 3     | 2   | 22 Sitze |
| 2019 | 6   | 9   | 4     | 3   | 22 Sitze |
| 2014 | 8   | 12  | –     | 2   | 22 Sitze |
| 2009 | 9   | 9   | –     | 4   | 22 Sitze |
| 2004 | 10  | 8   | 1     | 3   | 22 Sitze |

### Bürgermeister
Der 2009 mit 61,7 % der Stimmen erstmals zum Ortsbürgermeister gewählte Werner Baumann (CDU) wurde 2014 mit 61,8 % und 2019 mit 53,43 % wiedergewählt. Bei der Direktwahl am 9. Juni 2024 setzte er sich mit einem Stimmenanteil von 73,9 % gegen eine Mitbewerberin durch und wurde somit für weitere fünf Jahre in seinem Amt bestätigt.
Bürgermeister seit 1952:
- 1952–1962: Hugo Kraft
- 1962–1964: Ludwig Pfarr
- 1964–1987: Albert Funk (SPD)
- 1987–1994: Hans Marnet (SPD)
- 1994–2009: Theo Hauck (SPD)
- 2009–0000: Werner Baumann (CDU)

### Wappen
| Wappen von Maxdorf | Blasonierung: „Unter von Silber und Blau gerautetem, gesenktem Schildhaupt, belegt mit einer goldenen Königskrone, von Silber und Rot geviert, belegt mit einem blauen Wellenbalken, darin ein goldener Baumstamm.“ |
| Wappen von Maxdorf | Wappenbegründung: Die Rauten stehen für das Königreich Bayern, unter dessen Herrschaft die Gründung Maxdorfs fällt, die Königskrone symbolisiert die Genehmigung des Ortsnamens durch König Maximilian. Aus dem Lambsheimer Ortswappen stammt der silbern-rot gevierte Schildteil der Adelsfamilie Leyser von Lambsheim, der Wellenbalken mit Baumstamm erinnert an die Entstehung des Ortes aus dem Holzhof, der für die Flößerei angelegt wurde. Das Wappen wurde Maxdorf am 12. Juli 1957 verliehen. |

## Kultur und Sehenswürdigkeiten

### Kulturdenkmäler

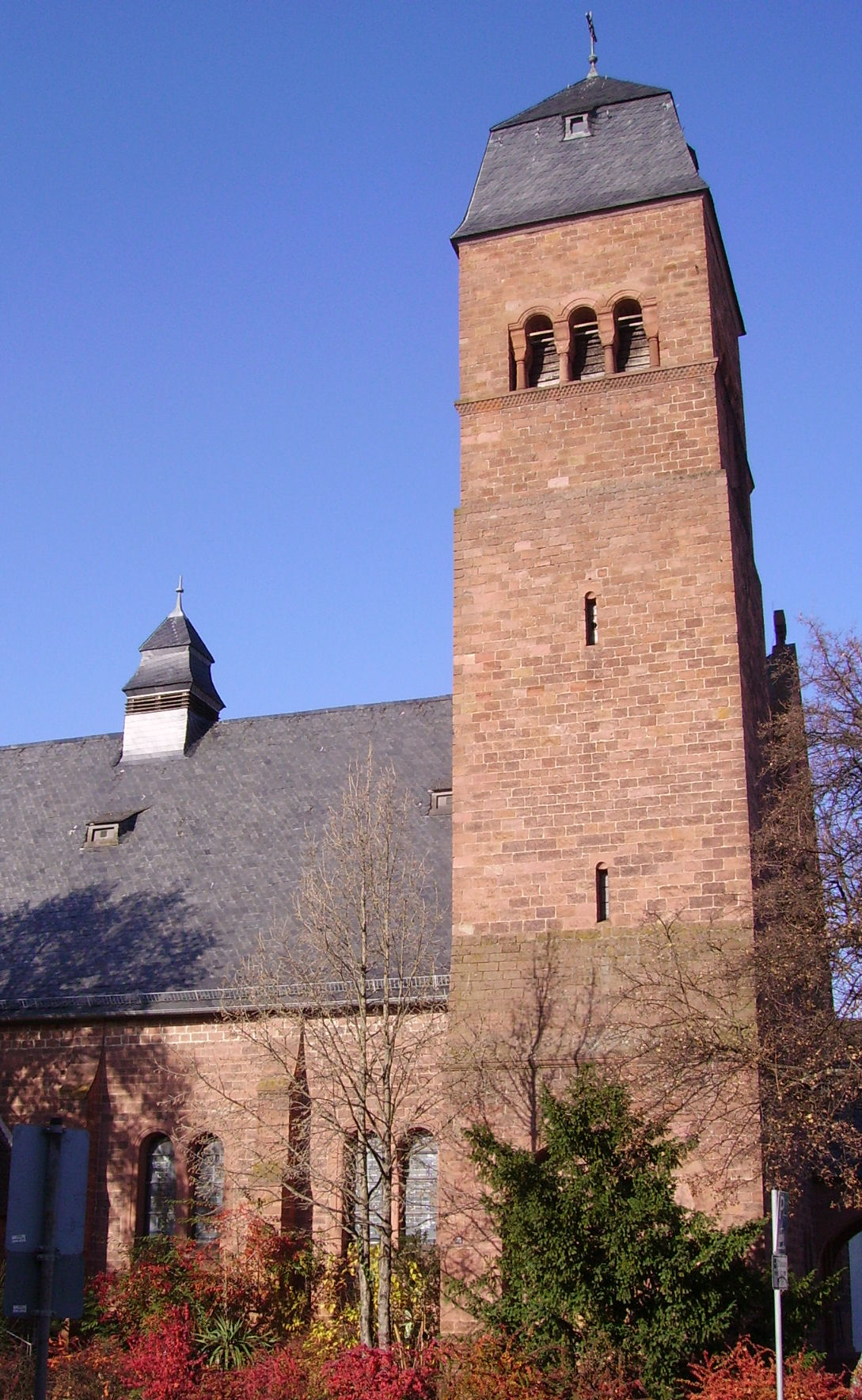
Katholische Kirche
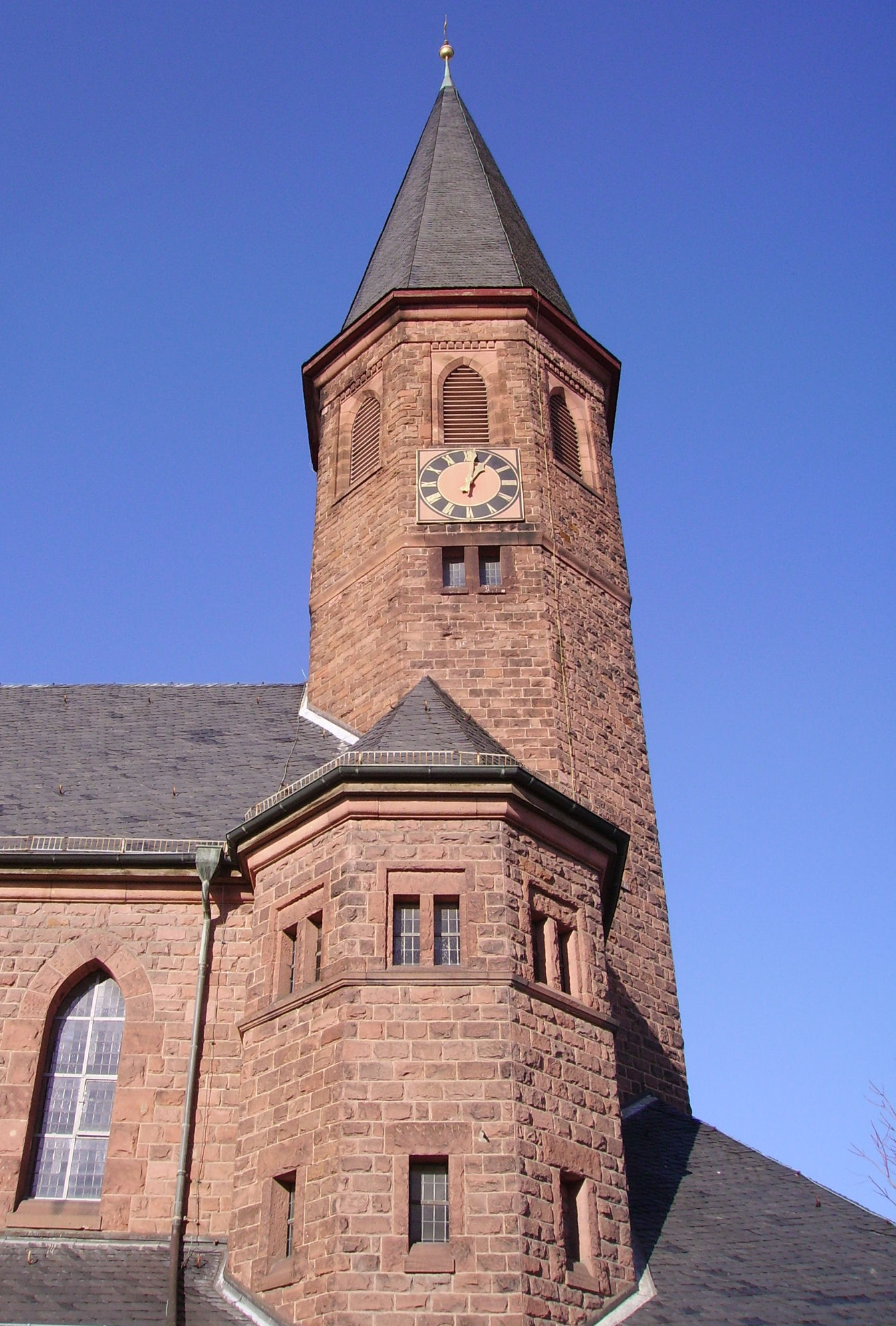
Protestantische Kirche
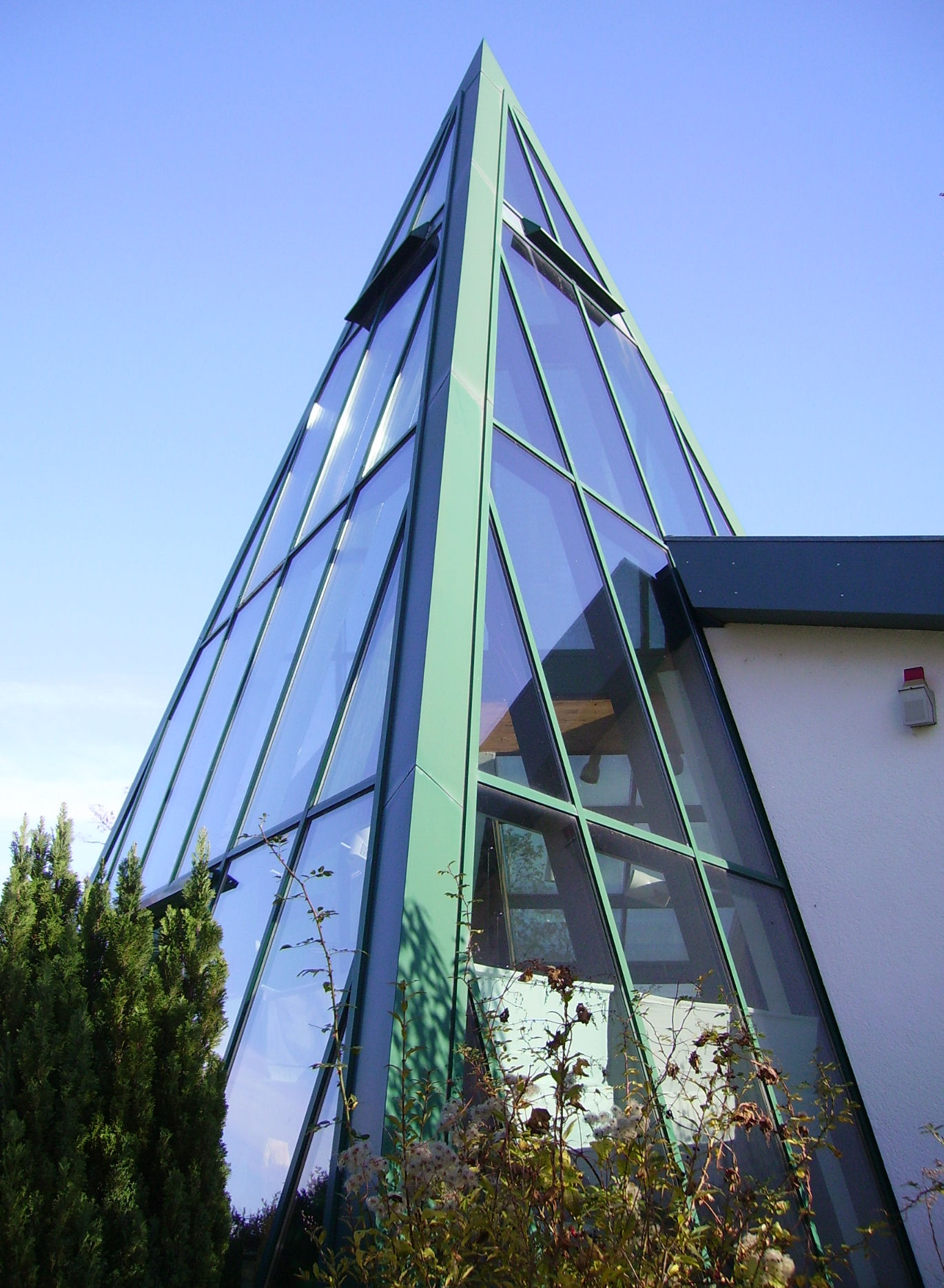
Pyramide
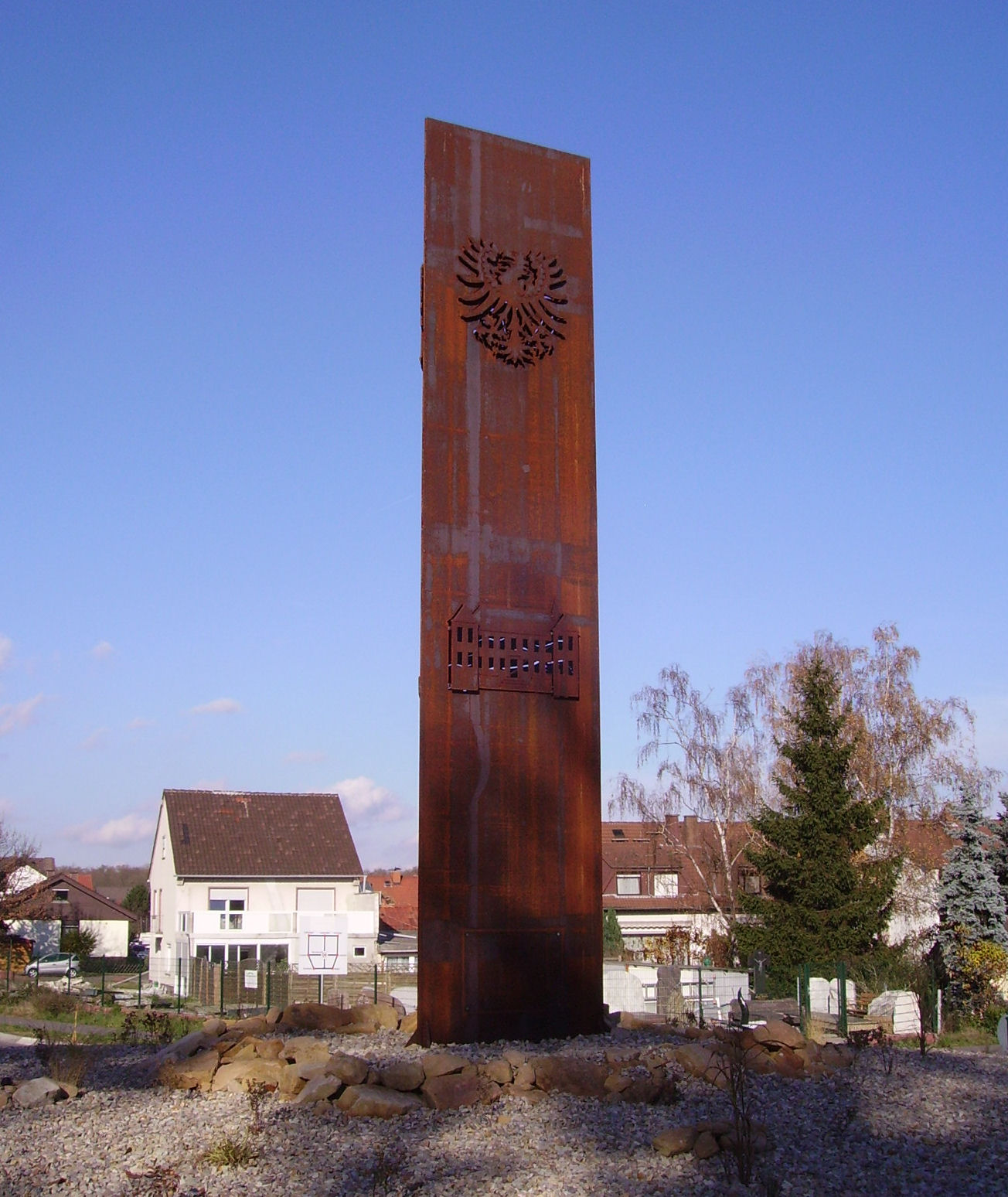
Verkehrskreisel
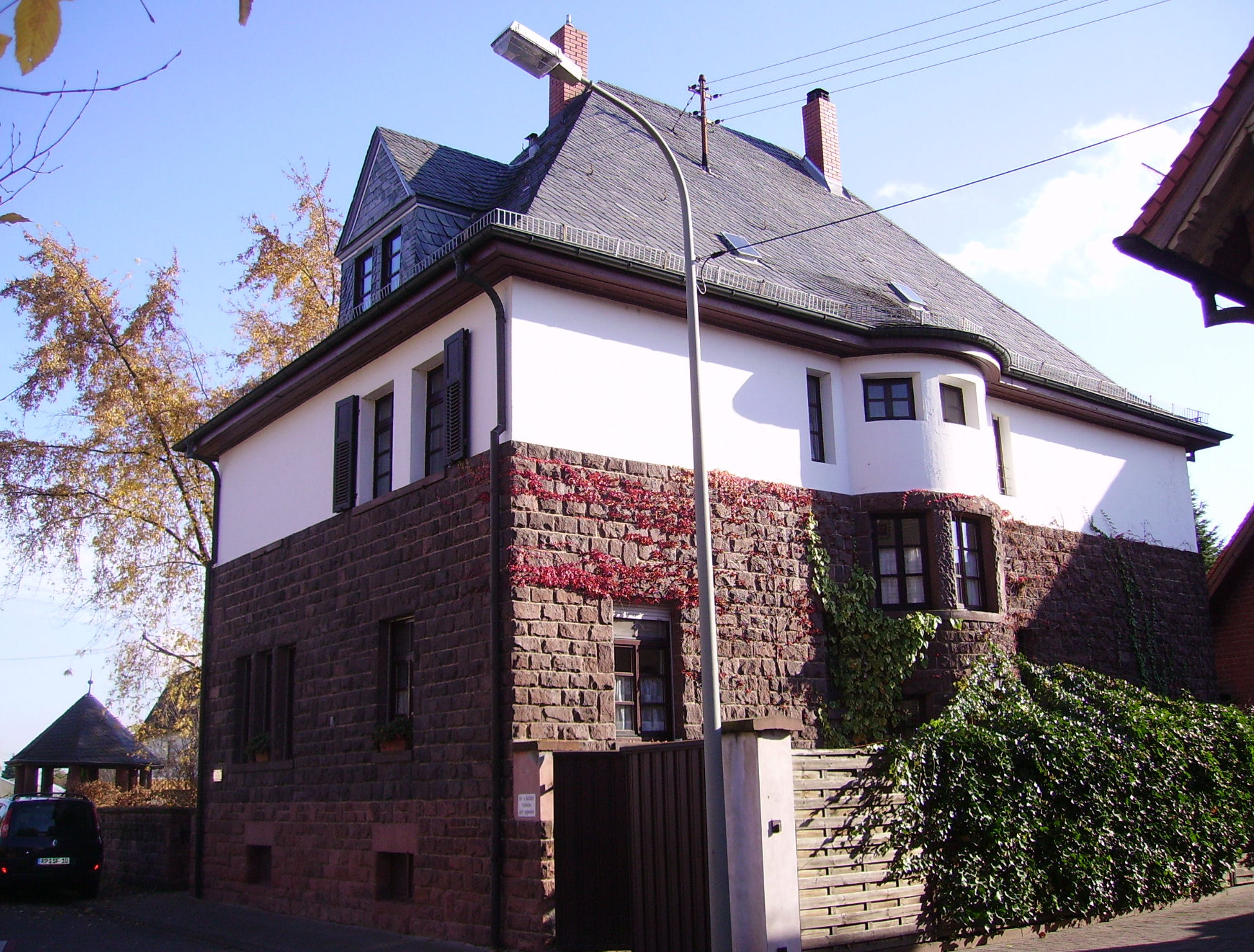
Pfarrhaus

Vor Ort befinden sich insgesamt acht Objekte, die unter Denkmalschutz stehen, darunter die katholische Pfarrkirche St. Maximilian, die 1904/1905 im neuromanischen Stil erbaut wurde, die 1914–1921 im neugotischen Stil erbaute protestantische Pfarrkirche, das dazugehörige Pfarrhaus sowie die 1952 und 1953 errichtete protestantische Johanneskirche in der BASF-Siedlung.

### Sonstige Bauwerke
Die 1993 gebaute Pyramide Maxdorf ist eine dreiseitige Glaspyramide, in der kulturelle Veranstaltungen abgehalten werden.

### Natur
Innerhalb des Gemeindegebiets existieren zwei Naturdenkmale. Das FFH-Gebiet Dürkheimer Bruch erstreckt sich teilweise über die Gemeindegemarkung.

### Vereine
Maxdorf verfügt über einen Ortsverein des CVJM, der im Landesverband CVJM Pfalz organisiert ist.

## Wirtschaft und Infrastruktur

### Wirtschaft
Ursprünglich befand sich im Ort eine Filiale der Kreissparkasse Bad Dürkheim, die in den 1970er Jahren von der Kreissparkasse Ludwigshafen am Rhein übernommen wurde.

### Verkehr

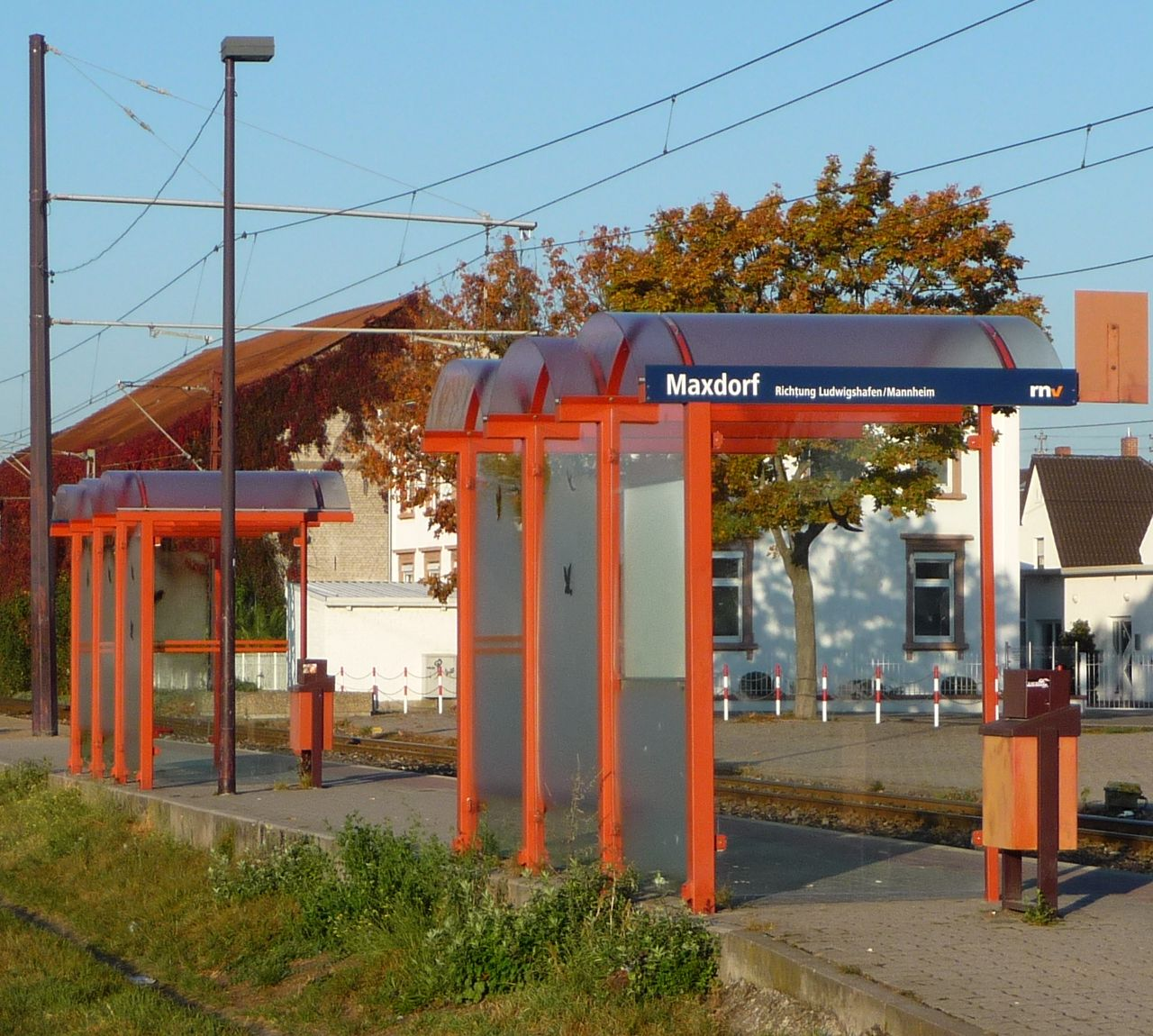
Bahnhaltestelle

Mitten durch den Ort verläuft die Landesstraße 527, die von Ludwigshafen am Rhein bis nach Bad Dürkheim verläuft. am westlichen Ortsrand wird sie von der Landesstraße 454 gekreuzt. Von erster zweigt im Osten der Gemarkung die Kreisstraße 2 nach Lambsheim ab.
Unmittelbar östlich von Maxdorf führt als Nord-Süd-Verbindung die A 61 (Koblenz–Hockenheim) vorbei, 4 km weiter östlich parallel dazu die B 9 (Ludwigshafen–Speyer). Als West-Ost-Verbindung dient die A 650 (Bad Dürkheim–Ludwigshafen), die südlich des Ortes verläuft.
Durch die schmalspurige Rhein-Haardtbahn, befahren von den RNV-Linien 4 und 9 von Mannheim nach Bad Dürkheim, ist Maxdorf mit zwei Haltestellen an das Schienennetz angebunden. Der Ort gehört zum Tarifgebiet des Verkehrsverbunds Rhein-Neckar.
Zusätzlich gibt es die Buslinie 483, die Maxdorf mit Birkenheide verbindet. Außerdem existiert eine nur sehr selten bediente Busverbindung nach Bad Dürkheim.
Ein Bürgerbus verbindet zudem die Orte der Verbandsgemeinde an Stellen, an denen kein oder nur sehr selten ein Linienbus fährt.

### Bildung

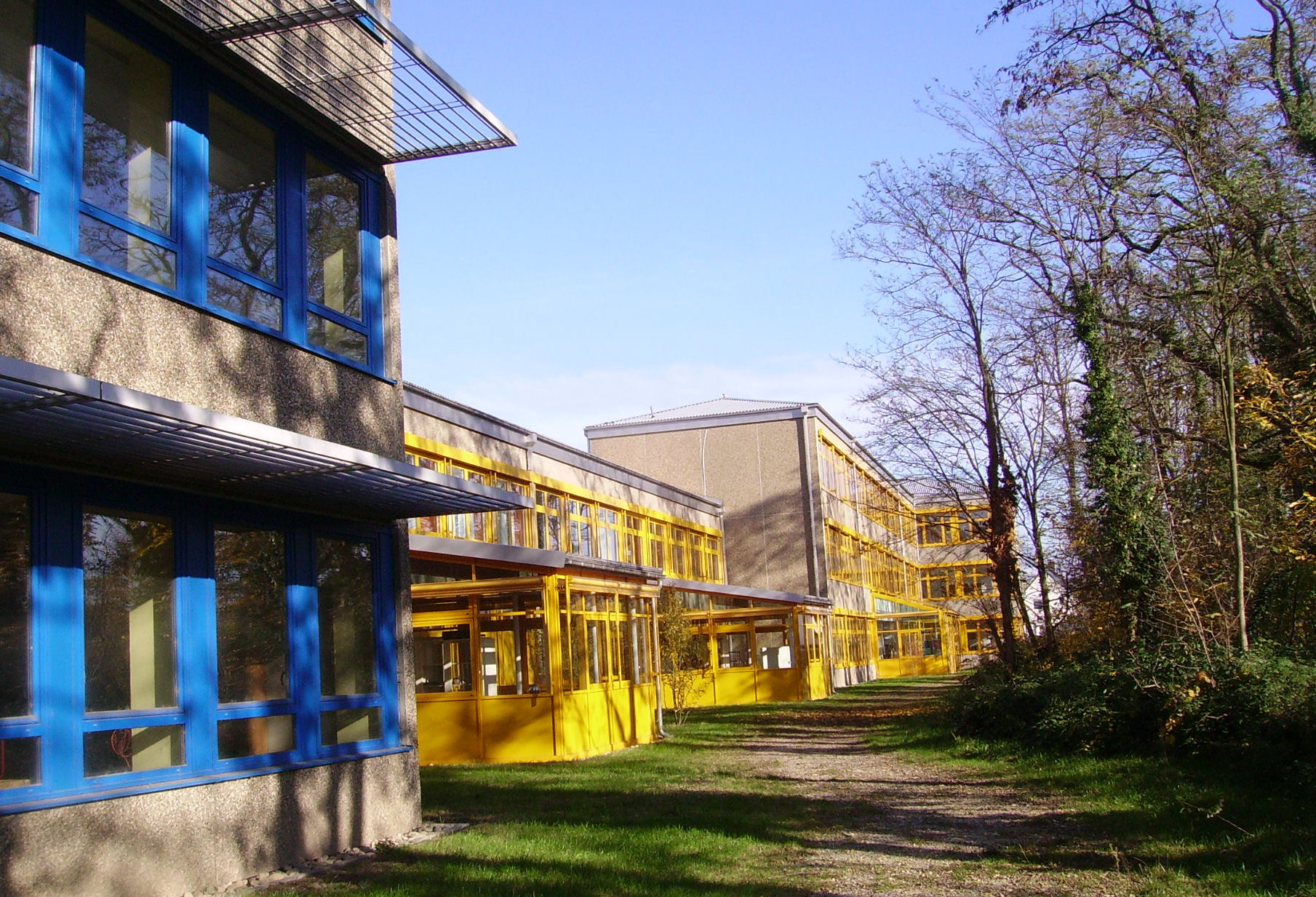
Schule Maxdorf

In Maxdorf gibt es eine Grundschule, eine Realschule plus und seit 2008 ein Gymnasium:
- Lise-Meitner-Gymnasium G8GTS, Maxdorf
- Justus-von-Liebig-Realschule plus, Maxdorf und Lambsheim
- Grundschule Haidwaldschule, BASF-Siedlung

Außerdem betreibt die Gemeinde eine öffentliche Gemeindebücherei und bietet Volkshochschulkurse an.

### Behörden
Die Gemeinde gehört zum Zuständigkeitsbereich des Amtsgericht Ludwigshafen am Rhein.

## Persönlichkeiten

### Söhne und Töchter der Gemeinde
- Theobald Hauck (1902–1980), Bildhauer und Ehrenbürger
- Isolde Barth (* 1948), Schauspielerin

### Personen, die vor Ort gewirkt haben
- Siegward Dittmann (* 1954), Präsident des Bunds Freireligiöser Gemeinden Deutschlands, war Mitglied des Personalrats der örtlichen Realschule Plus
- Julia Ertmer (* 1983), Triathletin, siegte am 12. Juni 2017 beim Maxdorfer Triathlon
- Almuth Grüber (* 1981), Triathletin, nahm am 12. Juni 2011 am Maxdorfer Triathlon	teil
- Heinrich Henes (1876–1961), Architekt, entwarf vor Ort die evangelische Kirche und das Pfarrhaus
- Xaver Jung (* 1962), Politiker (CDU), hatte an der örtlichen Realschule zeitweilig eine Vertretungsstelle inne
- Johannes Kriebitzsch (1857–1938), Glasmaler, bemalte 1920 die Fenster in der örtlichen Christuskirche
- Celia Kuch (* 1978), Triathletin, nahm 2011 und 2014 am Maxdorfer Triathlon teil
- Nina Kuhn (* 1983), Triathletin, siegte am 16. Juni 2014 beim Maxdorfer Triathlon
- Katja Rabe (* 1978), Triathletin, siegte am 14. Juni 2009 beim Maxdorfer Triathlon
- Gregory Scholz (* 1981), Politiker (SPD), war bis zu seinem Einzug in den Landtag 2023 Mitglied der Schulleitung am örtlichen Lise-Meitner-Gymnasium
- Werner Schröter (* 1944), Ringer und Politiker (SPD), lebt in Maxdorf.
- Ralf Stegner (* 1959), Politiker (SPD), ist in Maxdorf aufgewachsen.
- Boris Stein (* 1984), Triathlet und Duathlet, nahm am 14. Juni 2009 am Maxdorfer Triathlon teil